# Preda Mihăilescu

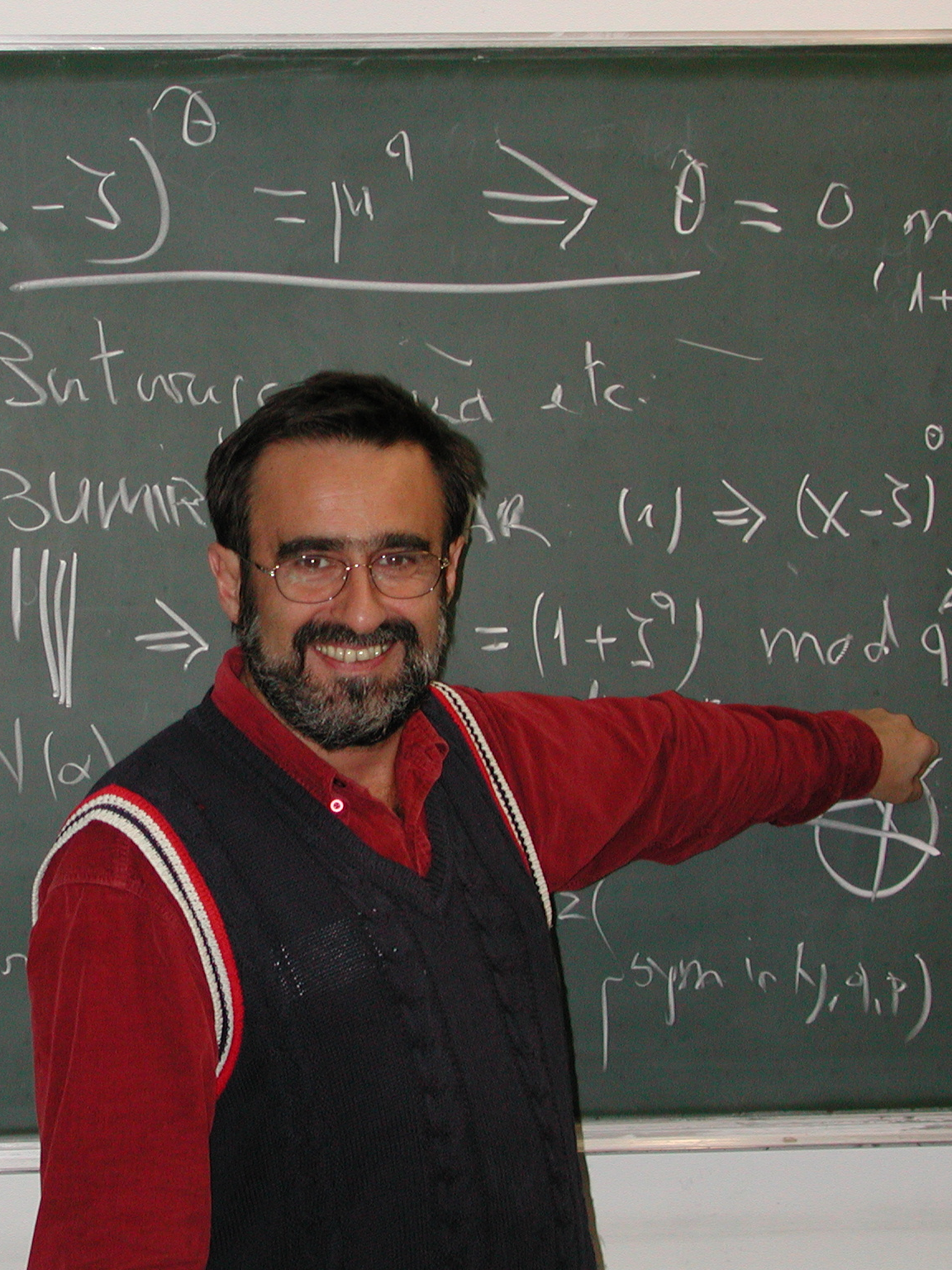
Preda Mihăilescu

Preda V. Mihăilescu (* 23. Mai 1955 in Bukarest) ist ein in der Schweiz und in Deutschland wirkender rumänischer Mathematiker. Er erlangte insbesondere durch den Beweis der catalanschen Vermutung weltweites Ansehen. Er ist der Bruder des rumänischen Ethnologen Vintilă Mihăilescu.
1973 verließ Preda Mihăilescu Rumänien in Richtung Schweiz. Er studierte an der ETH Zürich Mathematik und Informatik. Nach einer längeren Schaffensperiode in der Industrie promovierte er 1997 mit 42 Jahren vergleichsweise spät bei Erwin Engeler und Hendrik Lenstra. 
Das Thema seiner Dissertation waren Kreisteilungspolynome, zyklotomische Ringe und Primzahltests.
2002 gelang es Preda Mihăilescu, die über 150 Jahre lang unbewiesene catalansche Vermutung zu beweisen, nachdem er 1999 erstmals auf sie gestoßen war. Im Jahr darauf habilitierte er sich an der Universität Paderborn. Seit 2005 hat er einen Lehrstuhl an der Universität Göttingen inne.
2004 war er eingeladener Vortragender auf dem 4. Europäischen Mathematikerkongress (Reflection, Bernoulli Numbers and the Proof of Catalans Conjecture).
2009 veröffentlichte Mihăilescu einen Artikel im arXiv, der die Leopoldt-Vermutung (von Heinrich-Wolfgang Leopoldt) für alle Zahlkörper beweisen soll.

## Veröffentlichungen
- Preda Mihǎilescu: Cyclotomy of rings & primality testing. ETH Zürich, 1997 (ethz.ch [abgerufen am 26. November 2020]).
- Preda Mihăilescu: Primary Cyclotomic Units and a Proof of Catalan’s Conjecture. In: Journal für die reine und angewandte Mathematik. 2004. Jahrgang, Nr. 572, 2004, S. 167–195, doi:10.1515/crll.2004.048.
- Preda Mihăilescu: Reflection, Bernoulli Numbers and the Proof of Catalan’s Conjecture. In: Ari Laptev (Hrsg.): European Congress of Mathematics. Stockholm, June 27 – July 2, 2004. European Mathematical Society, Zürich 2005, ISBN 3-03719-009-4, S. 325–340, doi:10.4171/009-1/21.
- Preda Mihăilescu: The T and T* components of Λ - modules and Leopoldt's conjecture. Preprint 2009, (arXiv.org).